# Nick Hampton
Nicholas Hampton (Anderson, Carolina del Sur; 5 de abril de 2000) más conocido como Nick Hampton, es un jugador profesional estadounidense de fútbol americano, se desempeña en la posición de linebacker en Los Angeles Rams, en la National Football League (NFL).

## Carrera
Hizo su debut profesional con el equipo Los Angeles Rams, lleva jugando una temporada, comenzó en el 2023.